# GameMaker
GameMaker (anteriormente conhecido como Animo até 1999, Game Maker até 2011, GameMaker até 2012, GameMaker: Studio até 2017) é um motor de jogo proprietário, desenvolvido pela YoYo Games. O motor tem suporte a uma linguagem de script, chamada GML.

## História
O Game Maker e uma ferramenta de criação de jogos que foi criado por Mark Overmars, que lançou a primeira versão do programa em 15 de novembro de 1999. Nas primeiras versões, o motor era chamado de Animo, e se destinava a ser um programa de animação 2D, mas como alguns de seus utilizadores usavam o programa com o propósito de criar jogos, e não animações, Overmars decidiu mudar seu nome.
No primeiro trimestre de 2012 foi lançado o GameMaker: Studio, com mais facilidade de desenvolvimento de jogos. Essa versão foi criada em Delphi. O preço da versão base é US$ 99 (Windows e OS X); um upgrade para exportar para HTML5 custa US$ 99, e para Android/iOS custa US$ 199
Quase todo o código de 40.000 linhas foi escrito por Mark com exceção de componentes freeware para ler diferentes tipos de arquivo de imagens e códigos para compressão de dados. Mark é presidente da Game Maker Company e sócio da YoYo Games.

## Características
Todos os recursos dos jogos são organizados em pastas dentro do programa, que inclui pequenos programas para criar seus recursos, como editores de imagens, sons, scripts e fases. O GameMaker: Studio permite ainda salvar os recursos criados para que possam ser usados em outros jogos ou fora do programa e importar ações adicionais para estender as funções do programa.